# Poljanice (Ljig)
Poljanice (Ljig) (em cirílico: Пољанице) é uma vila da Sérvia localizada no município de Ljig, pertencente ao distrito de Kolubara, na região de Šumadija Kačer. A sua população era de 442 habitantes segundo o censo de 2011.

## Demografia
| 1948 | 1953 | 1961 | 1971 | 1981 | 1991 | 2002 | 2011 |
| ---- | ---- | ---- | ---- | ---- | ---- | ---- | ---- |
| 949  | 962  | 860  | 773  | 728  | 606  | 544  | 442  |